# 김증
김증(金曾 또는金潧 1413년~1456년)은 집현전 교리(校理)였다. 그의 본관은 예안(禮安)으로 김담과 형제이며 그의 부친은 영유현령 소량공이였다. 그의 호는 회송헌(懷松軒)으로 영주의 삼판서 고택에서 태어났다.
세종(世宗) 17년( 1435 을묘) 과거시험 식년시(式年試)에서 동진사5(同進士5)로 급제하였다. 그리고 과거시험 특별시 ( 정묘1447)에 문과 중시에 합격하였다.
그는 신숙주 ·성삼문 ·조변안 ·손수산과 함께 명나라 운서인 홍무정운의 역서의 편찬에 관여하였고, 수양대군과 계양군이 감장자의 역할을 맡았다.
세종 29년에 신숙주, 최항, 성삼문, 박팽년, 이개, 강희안, 이현로, 조변안과 김증 등 9인이 세종의 명을 받아 동국정운을 편찬하여 이듬해인 세종 30년 10월에 간행되었다. 전질 6권 6책의 운서이다.《동국정운》은 중국 운서인 《홍무정운 (洪武正韻)》(1375년 )에 대해 동국(즉 한국)의 표준적인 운서이다.
1453년 그는 외직을 구하여 김산(김천)군수에 취임해 정사에 청렴하고 송사에 공명하였다.
1456년 임지에서 죽자 선정비가 세워지고 청백리로 기록되었다. 그는 음운체계연구와 자모의 음가연구는 한국어자료연구에 업적으로 평가받고 있다.

## 주요 참여 저서
- 홍무정운역훈
- 동국정운일질
- 동국정운
- 역대병요
- 직해동자습역훈평화

## 가족 관계
- 증조부 : 김방식(金方軾)
  - 할아버지 : 김로(金輅)
    - 아버지 : 김소량(金小良)
    - 어머니 : 황씨
      - 동생 : 김담(金淡)
      - 제수 : 문헌(文獻)의 딸
      - 부인 : 이씨

  - 외할아버지 : 황유정(黃有定)
    - 장인 : 이희신(李希信)